# Kanton Remiremont
Remiremont is een kanton van het departement Vosges in Frankrijk. Het kanton maakt deel uit van het arrondissement Épinal.

## Geschiedenis
Bij de herindeling van de kantons door het decreet van 27 februari 2014, met uitwerking op 22 maart 2015, bleef het kanton behouden maar de gemeenten Dommartin-lès-Remiremont en Vecoux werden overgeheveld naar het kanton Le Thillot en de gemeenten Faucompierre, La Forge, Le Syndicat, Tendon en Le Tholy werden opgenomen in het op die dag gevormde kanton La Bresse. Hierdoor nam het aantal gemeenten in het kanton af van 16 naar 9.

## Gemeenten
Het kanton Remiremont omvat de volgende gemeenten:
- Cleurie
- Éloyes
- Jarménil
- Pouxeux
- Raon-aux-Bois
- Remiremont (hoofdplaats)
- Saint-Amé
- Saint-Étienne-lès-Remiremont
- Saint-Nabord